# The Taxi Dancer
The Taxi Dancer (bra: A Dançarina de Aluguel) é um filme mudo estadunidense de 1927, do gênero comédia dramática, dirigido por Harry F. Millarde, e estrelado por Joan Crawford e Owen Moore. O roteiro de A. P. Younger foi baseado no romance homônimo de Robert Terry Shannon.
O filme marca a primeira vez que o nome de Joan Crawford foi creditado primeiro, e também a primeira vez que ela recebeu o maior faturamento.

## Sinopse
Joslyn Poe (Joan Crawford) é uma garota do sul que tenta a sorte como dançarina na cidade de Nova Iorque. Quando não consegue nenhum emprego, a moça começa a trabalhar como dançarina de aluguel, e conhece vários pretendentes ao longo da história.

## Elenco
- Joan Crawford como Joslyn Poe
- Owen Moore como Lee Rogers
- Marc McDermott como Henry Brierhalter
- Gertrude Astor como Kitty Lane
- Rockliffe Fellowes como Stephen Bates
- Douglas Gilmore como James Kelvin
- William Orlamond como 'Doc' Ganz
- Claire McDowell como Tia Mary
- Bert Roach como Charlie Cook
- Lou Costello como Extra (não-creditado)

## Recepção

### Bilheteria
De acordo com os registros da Metro-Goldwyn-Mayer, o filme arrecadou US$ 263.000 nacionalmente e US$ 100.000 no exterior, totalizando US$ 363.000 mundialmente. O retorno lucrativo da produção foi de US$ 220.000.